# Celebrity Edge
Le Celebrity Edge est un paquebot de Celebrity Cruises, construit aux Chantiers de l'Atlantique de Saint-Nazaire. Il est le navire amiral de la classe Edge. Ses sister-ship sont les Celebrity Apex, Celebrity Beyond, Celebrity Ascent, Celebrity Xcel.

## Histoire
Le navire a été commandé par la compagnie Celebrity Cruises aux chantiers navals de Saint-Nazaire en 2015. Il est long de 306 mètres (initialement prévu à 300 mètres) pour 38 mètres de large. La découpe de la première tôle du navire a eu lieu en novembre 2016. La compagnie Celebrity Cruises a dévoilé le design du navire le 13 mars 2017 : le navire voit alors sa longueur (6 mètres de plus) et son tonnage augmentés (129 000t) par rapport au projet initialement annoncé lors de la commande. La compagnie dévoile également les nombreuses innovations présentes sur le navire au design futuriste, comme notamment le premier bar/restaurant ascenseur côté tribord extérieur du navire.

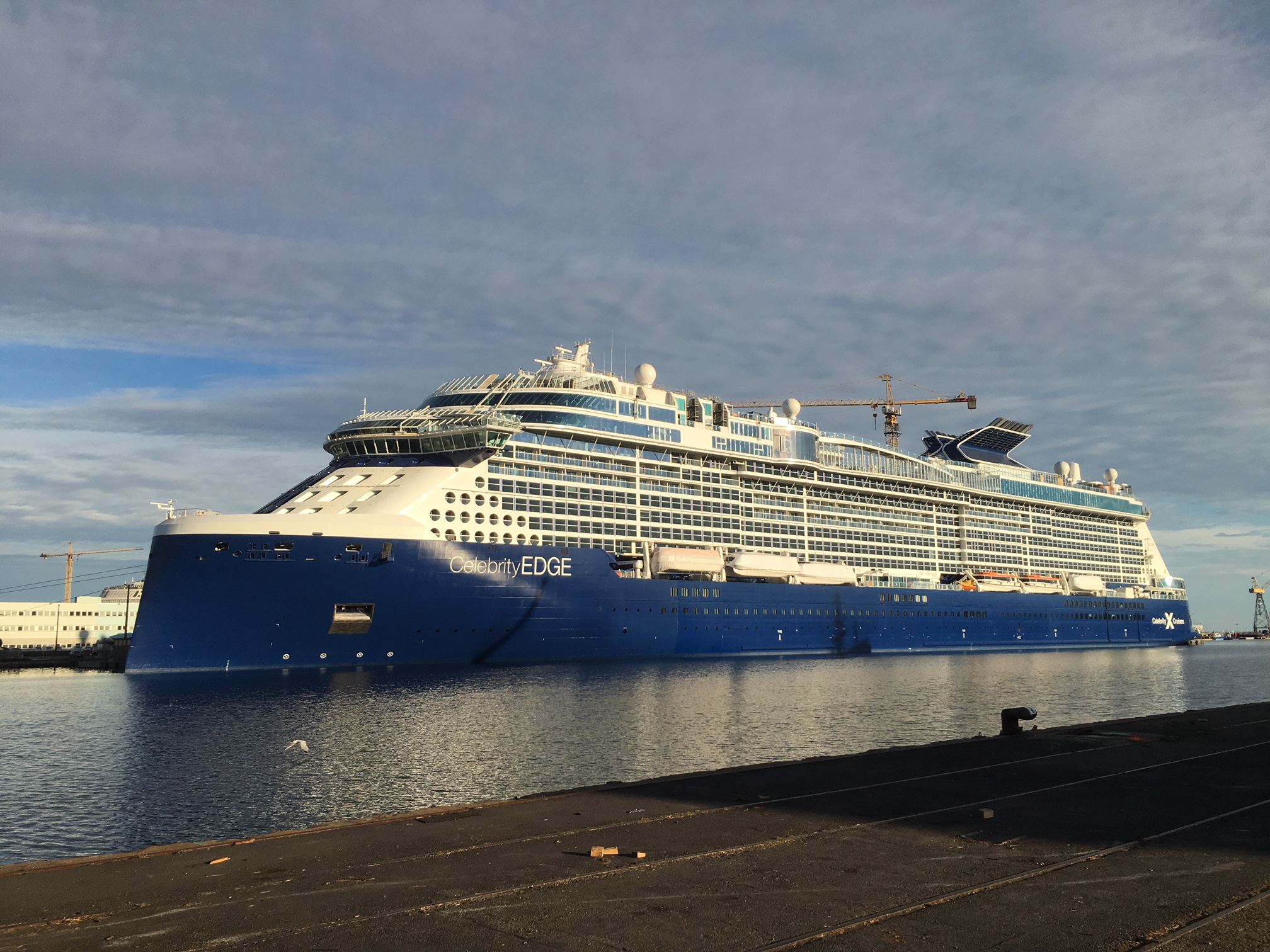
Le Celebrity Edge, à Saint-Nazaire en septembre 2018.

Le 4 novembre 2018, il quitte Saint-Nazaire pour Fort Lauderdale en Floride.
Le 4 décembre 2018, le Celebrity Edge est baptisé par la marraine Malala Yousafzai et entame ses premières croisières.

## Caractéristiques
Les premières innovations et caractéristiques ont été annoncées le 13 mars 2017 par la compagnie Celebrity Cruises :
- 1 solarium ;
- 2 piscines extérieures ;
- 1 lieu naturel avec de la végétation : le "Rooftop Garden" ;
- 1 bar/restaurant ascenseur extérieur côté tribord : le "Magic Carpet". De la taille d'un terrain de tennis, le Magic Carpet est une plateforme de débarquement lorsqu'elle est au pont 2, se transforme en restaurant en plein air au pont 5, puis devient une extension de l'espace piscine au pont 14[2],[3].